# Керлос
Керлос (Абуна Керлос, 1928, Итальянская Эритрея — 2 декабря 2022, Асмэра) — пятый патриарх Эритрейской православной церкви.
Эритрейская православная церковь — основная христианская конфессия Эритреи, одна из четырёх официально признанных религий этой страны (наряду с исламом, католичеством и лютеранством). Эритрейская православная церковь — одна из Древневосточных православных церквей, находящаяся в литургическом общении с Эфиопской и Коптской православными церквями.
Информации о личности патриарха Керлоса в открытых источниках очень мало. Известно только, что до того, как стать патриархом, он был архиепископом Ади-Кейкским.
Четвёртый патриарх Эритрейской православной церкви Диоскор скончался в 2015 году, однако, поскольку он был возведён в сан патриарха после того, как его предшественник, Антоний, был смещён и отправлен под домашний арест в результате политических разногласий, то ни Коптская, ни Эфиопская церкви не признавали Эритрейским патриархом Диоскора, но продолжали считать таковым Антония. После того как патриарх Диоскор скончался, новый патриарх не избирался семь лет, и лишь после смерти патриарха Антония последовало избрание Керлоса новым патриархом.
Патриарх Керлос являлся патриархом Эритрейским с 13 мая 2021 года по день смерти — 2 декабря 2022 года.